# Belle Fourche
Belle Fourche [bɛlˈfuːʃ] är administrativ huvudort i Butte County i South Dakota. Vid 2010 års folkräkning hade Belle Fourche 5 594 invånare.